# Hayley Law

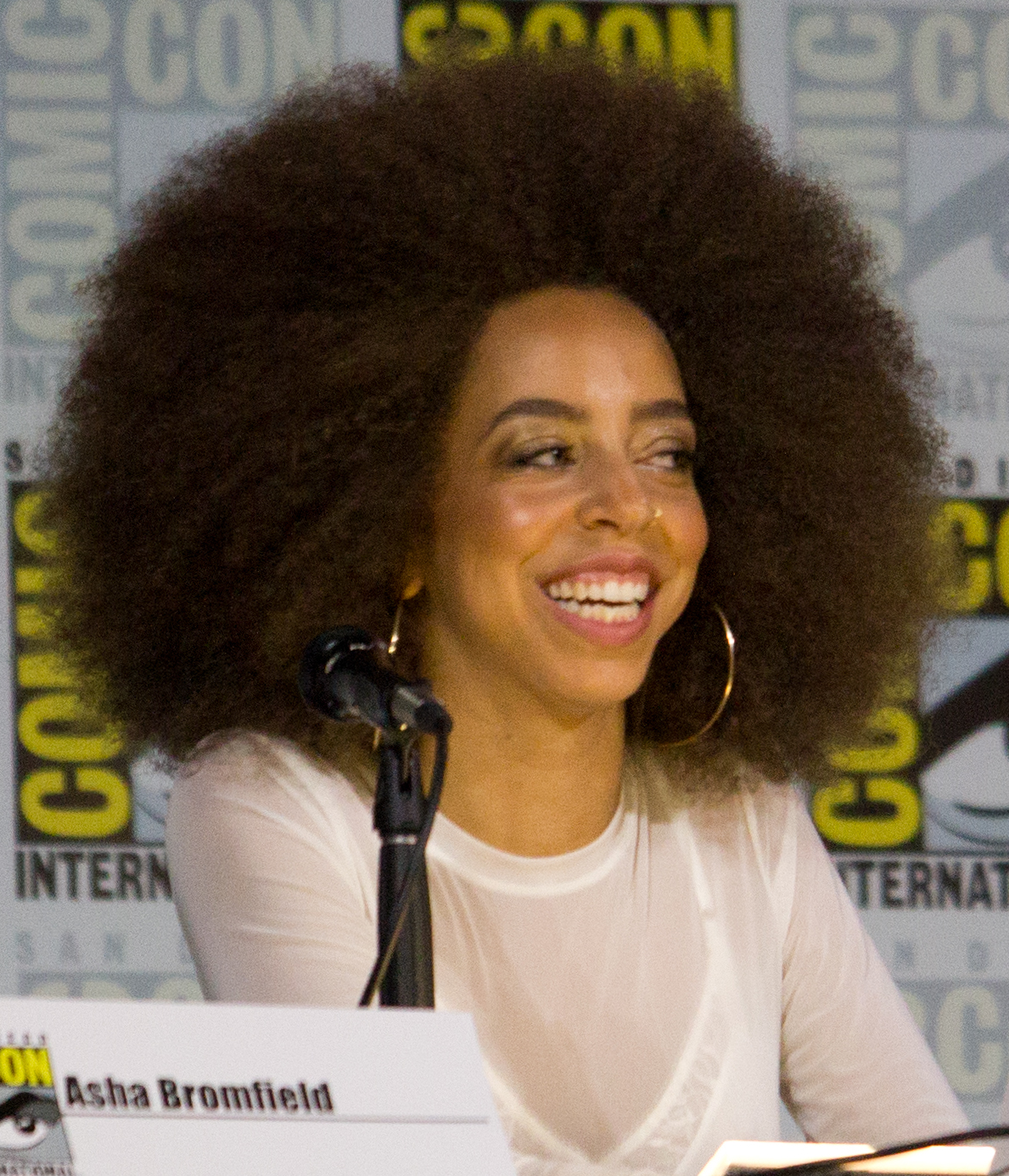
Hayley Law (2017)

Hayley Law, Pseudonym Hayleau (* 18. November 1992 in Vancouver) ist eine kanadische Schauspielerin und Sängerin.

## Leben
Hayley Law wurde 1992 geboren und wuchs in Vancouver, British Columbia auf. Ihre erste Rolle erhielt sie 2017 in der Fernsehserie The Arrangement. Der Durchbruch gelang ihr im gleichen Jahr durch die Nebenrolle der Valerie Brown in der Fernsehserie Riverdale.
Nebenbei ist sie unter ihrem Künstlernamen Hayleau als R&B-Sängerin tätig.

## Filmografie
- 2017: The Arrangement (Fernsehserie, Folge 1x03)
- 2017: Stickman (Fernsehfilm)
- 2017–2018, 2021: Riverdale (Fernsehserie)
- 2018: The New Romantic
- 2018–2020: Altered Carbon – Das Unsterblichkeitsprogramm (Fernsehserie, 9 Folgen)
- 2020: Zerplatzt (Spontaneous)
- 2020: Echo Boomers
- 2021: Mark, Mary & Some Other People
- 2022: Door Mouse